# セント・ルナティックス
セント・ルナティックス（St. Lunatics）は、1993年にミズーリ州セントルイスで結成されたアメリカのヒップホップ・グループ。幼なじみのネリー、アリ、マーフィー・リー、キージャン、シティー・スパッドで構成されていた。

## キャリア
セント・ルナティックスの最初のローカル・インディペンデント・ヒットは1997年のシングル「Gimme What U Got」であった。2000年にネリーはユニバーサル・レコードと契約し、グループの他のメンバーがそれに続いた。ネリーがソロでアルバム『カントリー・グラマー』に取り組んでいる間、シティー・スパッドが逮捕され、強盗の罪で10年の刑を宣告された。2000年にネリーが画期的な成功を収めた後、セント・ルナティックスはデビュー・アルバム『フリー・シティー』をリリースした。2001年には「Summer In The City」と「Midwest Swing」という曲がリリースされた。2002年にはアリがソロ・アルバム『Heavy Starch』をリリースし、2003年にマーフィー・リーがアルバム『マーフィーの掟』を発表した。マーフィーは後に自身のレーベル「UC ME Entertainment」を立ち上げた。ネリーはソロ・キャリアを成功させ、セントルイスに本拠を置くヴァテロット・カレッジと提携して、セントルイスのダウンタウンに「Ex'treme Institute (E.I.) by Nelly」と呼ばれる音楽制作学校を開設した。
2009年、セント・ルナティックスはその夏にリリースされる新しいアルバム『City Free』に取り組んでいると伝えられたが、アルバムは延期されたままである。Play-N-Skillzがプロデュースした「Get Low 2 Da Flo」とともに、2009年3月上旬に「St. Lunatics」という曲がリークされた。アルバムからのリリースとされる最初の公式シングルは、ラッパーのバードマンをフィーチャーした「Money Talks」。アルバムからの2番目の公式シングルは「Polo」とされた。

## ディスコグラフィ

### スタジオ・アルバム
- 『フリー・シティー』 - Free City (2001年、Universal Records/Fo'Reel/The Inc.)

### コンピレーション・アルバム
- Who's the Boss (2006年、Fast Life Music) ※Nelly & St. Lunatics名義

### シングル
- "Gimme What U Got" (1997年)
- "Who's The Boss" (1998年)
- "Summer In The City" (2000年) ※featuring セドリック・ジ・エンターテイナー
- "Batter Up" (2000年) ※Nelly & St. Lunatics名義
- "Let Me In Now" (2001年)
- "Midwest Swing" (2001年)
- "Money Talks" (2010年) ※featuring バードマン